# Жанатап
Жаната́п (каз. Жаңатап) — село у складі Актогайського району Павлодарської області Казахстану. Входить до складу Муткеновського сільського округу.
Населення — 214 осіб (2021; 278 у 2009, 325 у 1999, 319 у 1989).
Національний склад станом на 1989 рік:
- казахи — 100 %.

Станом на 1989 рік село називалось Жанатан, у радянські часи називалось також Єсентерек.